# Byrrangagebergte
Het Byrrangagebergte (Russisch: Бырранга горы; Byrranga gory) is een gebergte in het noorden van het schiereiland Tajmyr in het uiterste noorden van Rusland. Bestuurlijk maakt het deel uit van het voormalige autonome district Tajmyr, onderdeel van kraj Krasnojarsk. Het is de noordelijkste bergrug van het vasteland van Eurazië en van de wereld. Het gebergte ligt op 825 kilometer ten noorden van de poolcirkel en bestaat overwegend uit stenige toendra (mossen en korstmossen). Het gebergte bestaat uit een aantal in parallelle of echelonachtige richting gelegen bergruggen en uitgestrekte golvende plateaus die zich over een lengte van 1100 kilometer uitstrekken en een breedte hebben van meer dan 200 kilometer. De riviervalleien van de Pjasina en de Tajmyra verdelen het berggebied in drie delen (tussen haakjes de gemiddelde hoogte); west (250-320 meter), centraal (400-600 meter) en oost (600-1000 meter), met als hoogste punt 1146 meter. Het gebergte bestaat uit rotsen die zijn gevormd tijdens het Precambrium en het Paleozoïcum, waarbij de Siberische Trappen een grote rol speelden.
Het gebergte ligt in een gebied met een koud, streng landklimaat met in januari een gemiddelde temperatuur van -30 tot -33°C en in juli gemiddeld 2 tot 10°C. Het voorjaar begint in juni en in augustus dalen de temperaturen alweer onder de 0°C. De jaarlijkse neerslag bedraagt 120 tot 400 mm. In het zuiden bevinden zich gletsjers met een totale oppervlakte van meer dan 50 km². Er komen lemmingen, poolvossen, rendieren, moerassneeuwhoenen en sneeuwuilen voor.